# Roar Grønvold
Roar Grønvold (* 19. März 1946 in Hvittingfoss) ist ein ehemaliger norwegischer Eisschnellläufer. 1972 gewann er zwei olympische Silbermedaillen und wurde im gleichen Jahr Vizewelt- und Vize-Europameister im Mehrkampf.

## Laufbahn
Grønvold bestritt bereits als Junior erfolgreich Wettkämpfe im Eisschnelllauf und wurde 1964 norwegischer Mehrkampfmeister seiner Altersklasse. Trotz mehrerer Einsätze bei Länderkämpfen und anderen internationalen Wettkämpfen gelang ihm der Durchbruch zunächst nicht: Bei den Olympischen Winterspielen beendete er das Rennen über 500 Meter auf dem 13. Rang. Im norwegischen Team um Per Ivar Moe und sein Vorbild Fred Anton Maier stand er zunächst in der zweiten Reihe; sein erstes Podiumsergebnis bei einer nationalen Meisterschaft erreichte er mit dem zweiten Platz 1970, den er 1971 verteidigte. Beide Male wurde er von Dag Fornæss geschlagen.
Die erfolgreichste Saison in Grønvolds Karriere war der Winter 1971/72. Im Januar 1972 schlug er Fornæss auf drei von vier Strecken bei den Norwegischen Meisterschaften und sicherte sich somit erstmals den nationalen Titel im Mehrkampf. Noch im gleichen Monat musste er sich bei der Europameisterschaft nur dem Niederländer Ard Schenk geschlagen geben. Bei den olympischen Wettbewerben verhinderte erneut nur Schenk Siege Grønvolds: Sowohl auf der 1500-Meter-Strecke als auch über die 5000 Meter gewann der Norweger die Silbermedaille hinter Schenk. Dieses Ergebnis wiederholte sich auch beim dritten Großereignis des Winters, der Mehrkampf-WM in Oslo, bei der Grønvold über 500 Meter zwar die schnellste Zeit (zeitgleich mit Schenk) lief, auf allen drei anderen Distanzen aber teilweise deutlichen Rückstand auf den Niederländer hatte. Grønvold beendete die Saison somit mit insgesamt vier Silbermedaillen. Er erkannte Schenks Überlegenheit an und erklärte nach den Olympischen Spielen: „Dieser Schenk hätte selbst auf Sandpapier gewonnen.“
Im August 1972 wechselte Grønvold – wie nahezu die geschlossene Weltelite des Eisschnelllaufs, darunter alle noch aktiven Olympiasieger – in die neu gegründete International Speed Skating League (ISSL), eine gut dotierte Profiliga, bei der die bisherigen Amateure Geld für ihre Auftritte in Weltcups verdienten. Grønvold gewann auch hier Medaillen bei den im Rahmen der ISSL ausgerufenen Profi-Welt- und Europameisterschaften, die aber nicht vom Weltverband ISU als solche anerkannt wurden. Aufgrund des Amateurparagraphen waren Grønvold und die anderen ISSL-Starter in der Folge nicht mehr bei den von der ISU organisierten Titelkämpfen und Olympischen Spielen startberechtigt. Die Pleite der Profiliga im Winter 1974, bedingt unter anderem durch geringen Zuschauerzuspruch, war somit das Ende von Grønvolds internationaler Eisschnelllaufkarriere.
Nach dem Ende seiner Laufbahn wurde Grønvold Trainer des norwegischen Nachwuchs-Eisschnelllaufteams wie auch einiger niederklassiger Fußballteams.